# Metamorpha sulpitia
Metamorpha sulpitia är en fjärilsart som beskrevs av Pieter Cramer 1782. Metamorpha sulpitia ingår i släktet Metamorpha och familjen praktfjärilar. Inga underarter finns listade i Catalogue of Life.